# Cornutiplusia lunata
Cornutiplusia lunata là một loài bướm đêm trong họ Noctuidae.